# 鄱阳湖大桥 (杭瑞高速)

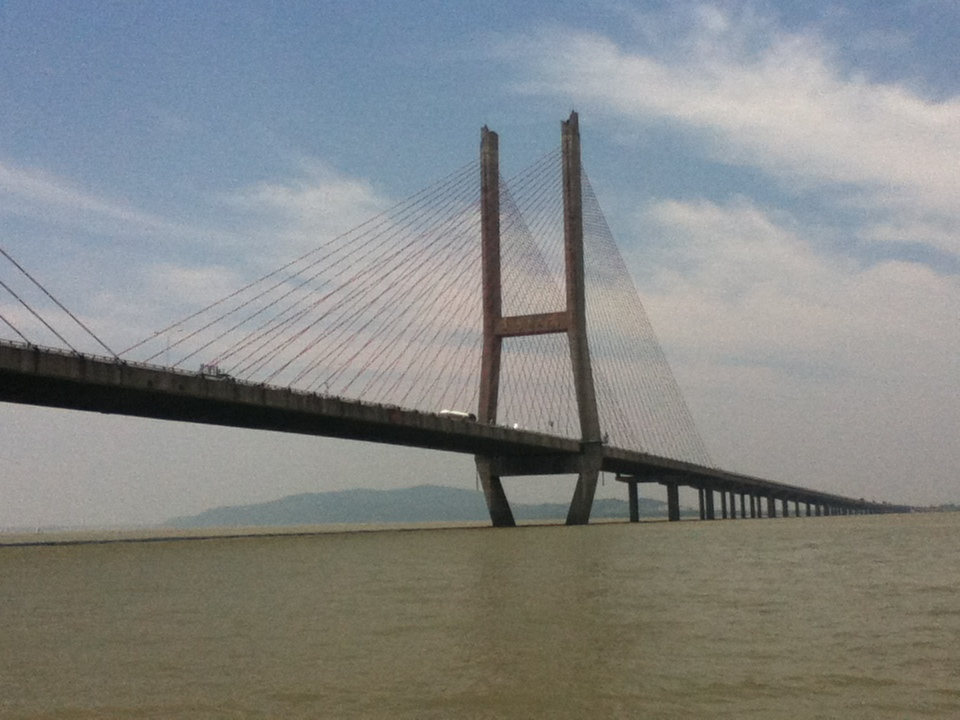
鄱陽湖大橋

鄱陽湖大橋是中國江西省的一座公路大橋，為杭瑞高速公路跨越鄱陽湖的大橋，連結九江市的湖口縣及廬山區。為一斜拉橋。全長3799公尺，寬27.5公尺。自1997年11月開工，2001年11月完工。